# 穂北駅
穂北駅（ほきたえき）は、かつて宮崎県西都市大字南方に存在した、日本国有鉄道（国鉄）妻線の駅（廃駅）である。
1984年（昭和59年）12月1日、妻線の廃止に伴い廃駅となった。

## 歴史
- 1922年（大正11年）8月20日：鉄道省妻軽便線（後の妻線）の妻駅 - 杉安駅間の延伸開業に伴い、一般駅として新設[1]。
- 1944年（昭和19年）12月1日[1][注釈 1]：妻駅 - 杉安駅間が不要不急線として運行休止となり、当駅の営業も休止となる。
- 1947年（昭和22年）3月20日：妻駅 - 杉安駅間の営業を再開[1]。
- 1962年（昭和37年）9月20日：貨物の取り扱いを廃止[1]。
- 1984年（昭和59年）
  - 2月1日：荷物の取り扱いを廃止[1]。
  - 12月1日：妻線の全線廃止に伴い、廃駅となる[1]。

## 駅構造
駅廃止時は、1面1線の単式ホームと線路を有する業務委託駅であった。

## 隣の駅
日本国有鉄道
妻線
妻駅 - 穂北駅 - 杉安駅